# Наджафов, Иса Али оглы
Иса Али оглы Наджафов (азерб. İsa Əli oğlu Nəcəfov; род. 28 марта 1952, Оглангала, Нахичеванская АССР) — азербайджанский государственный деятель. Судья Конституционного суда Азербайджана.

## Биография
Родился 28 марта 1952 года в с. Оглангала. В 1979 году окончил юридический факультет Азербайджанского государственного университета.
С 1979 по 1993 год являлся следователем, следователем по особо важным делам, помощником прокурора, прокурором отдела, прокурором управления.
Прокурор Нахичеванской Автономной Республики (1993—1995).
Первый заместитель Генерального прокурора Азербайджана (1995—2000).
Курировал следствие о мятеже ОПОН в марте 1995 года. Принимал участие в расследовании уголовного дела об убийстве директора издательства «Азернешр» Аждара Ханбабаева.
Автор двух документальных книг.
Судья Конституционного Суда Азербайджана (с 22 марта 2002). 6 апреля 2012 года полномочия были продлены.
10 июля 2018 года присвоено почётное звание «Заслуженный юрист Азербайджана».

## Книги
- «Убийство в половине двенадцатого» (документальная, о попытках государственного переворота в Азербайджане в марте 1995 года)[1]
- «Убийство полиграфиста»  (документальная, об убийстве директора издательства «Азернешр[азерб.]» Аждара Ханбабаева[азерб.] 30 мая 1990 года)[2]

## Награды
- Орден «Слава» (4 апреля 2022, за многолетнюю плодотворную деятельность в органах судебной власти Азербайджана)[5]
- Медаль «100-летие Азербайджанской Демократической Республики» (27 мая 2019)